# Zed (empresa)
Zed va ser és una multinacional d'origen espanyol dedicada a oferir serveis mòbils avançats adaptats a les necessitats dels clients, està especialitzada a augmentar l'ingrés mitjà (ARPU) de les operadores mòbils i de les grans companyies.

## Història
La companyia va ser fundada en Espanya en 1996, per la família Pérez Dolset, amb el llançament del portal LaNetro, que tenia l'objectiu d'oferir continguts d'oci i entreteniment per a suports interactius en qualsevol dispositiu d'accés a Internet. En 1998, després de la fundació de Pyro Studios es llança el videojoc Commandos: Behind Enemy Lines, número u en 25 països. En 2002, va decidir concentrar els seus esforços en els continguts de valor afegit per a mòbils. Dos anys després, al setembre de 2004, LaNetro va adquirir Zed, empresa pionera del sector, a l'operadora nòrdica TeliaSonera i va passar a denominar-se LaNetro Zed mantenint la marca Zed per als seus productes i serveis per a mòbils. Al desembre de 2006, va aconseguir un acord amb el Consell d'Administració de Monstermob, un dels seus competidors amb seu en el Regne Unit, per a l'adquisició de la companyia que en l'actualitat és una filial del grup Zed. Aquesta operació va reforçar la presència internacional de Zed en importants comprats com el Sud-est Asiàtic, Xina, Rússia i EUA. Aquest mateix any a Espanya, es va portar també a cap l'adquisició de la companyia de serveis de màrqueting mòbil Alvento. Aquests moviments van fer que la companyia tanqués 2006 amb un increment del 235% sobre la facturació respecte a l'exercici anterior. El març de 2009, Zed estableix una joint venture amb Tanla Solutions en Índia, centrada en el desenvolupament de productes i serveis per a mòbils. Gràcies a aquesta operació Zed comença a operar en el segon major mercat del món per nombre d'usuaris mòbils. Al maig la companyia adquireix Player X, companyia britànica líder de serveis per a mòbils i a través d'aquesta adquisició, Zed reforça la seva posició com ?proveïdor únic? per a les operadores, cobrint tota la cadena de valor afegit de productes i serveis per a mòbils. En 2016 es va declarar en fallida.